# مدرج كيبك
مدرج كيبك (بالفرنسية: Colisée de Québec) (عُرف فيما بعد باسم كوليسيوم بيبسي، وتعني «كولوسيوم بيبسي») كان ملعبًا متعدد الأغراض يقع في مدينة كيبك، كندا.